# Mini-Südpazifikspiele 2001/Squash
Bei den Mini-Südpazifikspielen 2001 in Kingston auf der Norfolkinsel fanden vom 4. bis 13. Dezember 2001 im Squash vier Wettbewerbe statt.
Papua-Neuguineas Spieler gewannen alle vier Konkurrenzen vor Neukaledonien, dessen Sportler außerdem auch eine Bronzemedaille gewannen. Zwei Bronzemedaillen sicherten sich die Spieler aus Samoa.

## Bilanz

### Medaillenspiegel
| Platz  | Land            | Gold | Silber | Bronze | Gesamt |
| ------ | --------------- | ---- | ------ | ------ | ------ |
| 1      | Papua-Neuguinea | 4    | —      | 1      | 5      |
| 2      | Neukaledonien   | —    | 4      | 1      | 5      |
| 3      | Samoa           | —    | —      | 2      | 2      |
| Gesamt | Gesamt          | 4    | 4      | 4      | 12     |

### Medaillengewinner
| Disziplin        | Gold                                                                                 | Silber                                                                         | Bronze                                                          |
| ---------------- | ------------------------------------------------------------------------------------ | ------------------------------------------------------------------------------ | --------------------------------------------------------------- |
| Herreneinzel     | Derek Hunter                                                                         | Emerick Delaveuve                                                              | Damien Tam                                                      |
| Dameneinzel      | Naluge Guy                                                                           | Christine Jean                                                                 | Gina Duong                                                      |
| Herrenmannschaft | Papua-NeuguineaDerek Hunter Damien Tam Scott Evans Joe Yominao Paul Speedy           | NeukaledonienEmerick Delaveuve Laurent Guepy Robert Stirrup Gregory Corigliano | SamoaAlan Schwalger Apa Fatialofa Pelenato Teofilo Nia Tupuivao |
| Damenmannschaft  | Papua-NeuguineaNaluge Guy Barbara Stubbings Imong Brooksbank Tina Yansom Avia Wright | NeukaledonienChristine Jean Gina Duong Christelle Nagle Isabelle Goujon        | SamoaChristiana Masoe Agnes Dekok Iokapeta Sialava Alyson Sefo  |